# (72504) 2001 DA69
(72504) 2001 DA69 – planetoida z pasa głównego asteroid okrążająca Słońce w ciągu 5,15 lat w średniej odległości 2,98 j.a. Została odkryta 19 lutego 2001 roku w programie LINEAR.